# Емануел Лойце
Емануел Готлиб Лойце (на немски: Emanuel Gottlieb Leutze, 24 май 1816 – 18 юли 1868) е немско-американски исторически художник, най-известен с картината си „Вашингтон прекосява Делауеър“. Свързва се с Дюселдорфската художествена школа.

## Биография

### Филаделфия
Лойце е роден в еврейско семейство в Швебиш Гмюнд, Вюртемберг (дн. Германия), но емигрира в САЩ като дете с родителите си. Установяват се първо във Фредериксбърг, Вирджиния, а след това във Филаделфия, Пенсилвания. Ранното му образование е добро, въпреки че не е насочено към изкуството. Първата му артистична проява е по време на посещение при болния си баща, когато Лойце запълва дългите часове на чакане с рисуване. Баща му умира през 1831 г. На 14-годишна възраст Лойце рисува портрети за $5 бройката. По този начин той се издържа след смъртта на баща си.
През 1834 г. Лойце получава първите си уроци в клас по рисуване, воден от Джон Рубенс Смит – портретист от Филаделфия. Бързо усвоява занаята и прави планове за публикации във Вашингтон на портрети на американски държавници. Тази идея обаче не е посрещната радушно.

### Европа
През 1840 една от неговите картини привлича внимание и той печели няколко награди, с което той успява да си позволи да посети Дюселдорфската художествена академия, където той се обучава при Лесинг. През 1842 заминава за Мюнхен, където изучавал творбите на Корнелиус и Каулбах. Тук той завършва „Колумб пред кралицата“. През следващата година посещава Венеция и Рим, където изучава творбите на Тициан и Микеланджело. Първата му творба „Колумб пред Съвета на Саламанка“ е закупена от Обществото на художниците в Дюселдорф, а „Окованият Колумб“ му носи златен медал от изложбата в Брюксел и впоследствие е закупена от Обществото на художниците в Ню Йорк. През 1845 г., след обиколка на Италия, се завръща в Дюселдорф, където се жени за Жулиен Лотнер. Те живеят в Дюселдорф през следващите 14 години.
През тези години Лойце помага на американци в Дюселдорф: намира им места за живеене, работа, въвежда ги в обществото и им осигурява емоционална и финансова подкрепа. Дълги години председателства Дюселдорфската художествена асоциация; през 1848 г. става един от първите поддръжници на асоциацията „Малкастен“. През 1857 г. повежда кампания за събиране на артисти, която довежда до създаването на Общата немска художествена кооперация (Allgemeine deutsche Kunstgenossenschaft).
Убеден поддръжник на Революциите от 1848, Лойце решава да окуражи европейските либерални реформатори с картина, представяща сюжет от Американската революция. Използвайки за модели американски туристи и студенти, през 1850 той завършва „Вашингтон прекосява Делауеър“ (собственост на Метрополитън). През 1854 Лойце завършва и „Вашингтон събира войските си при Монмаут“, изобразяваща битката при Монмаут, която е купена от един от важните спонсори на Лойце, Дейвид Левит.

### Ню Йорк и Вашингтон
През 1859 г. Лойце се завръща в САЩ и отваря студио в Ню Йорк. Често пътува до Вашингтон. Скоро след завръщането си той рисува портрет Роджър Брук Тани (1859), изложен в Харвардския юридически факултет. Лойце рисува и други портрети, сред които се отличава този на приятеля му художник Уилям Морис Хънт.
През 1860 г. на Лойце е възложено от Конгреса да създаде декорацията на Капитолия във Вашингтон, за която той рисува „Империята поема по пътя си на запад“, която придобива широка известност под името „На запад!“.
В края на живота си Лойце става член на Националната академия за дизайн и на джентълменския клуб Юниън лийг клъб ъф Ню Йорк, който притежава много от картините му. Умира от инфаркт във Вашингтон на 18 юли 1868 г. Погребам е в гробището Гленуд. По време на смъртта му „Освобождаването на робите“ все още не е довършена.
Портретите на Лойце са известни не толкова с художествените си качества, а заради патриотичната емоционалност, която носят. „Вашингтон прекосява Делауеър“ е част от американската иконография и поради тази причина често е окарикатурявана.

## Галерия
- „Империята поема по пътя си на запад“
- „Колумб пред кралицата“ (1843)
- „Вашингтон събира войските си при Монмаут“
- „Нападението на Теокали от Кортез и войниците му“ (1848)
- „Уортингтън Уйтеридж в студиото си на 10-а улица“ (1865)
- Портрет на Уилям Морис Хънт (ок. 1845)
- „Госпожа Шуйер изгаря житните си поля при идването на британците“ (1852)